# Vision Racing
Vision Racing è stata una scuderia di corse della IndyCar Series fondata nel 2005 da Tony George. Il figliastro Ed Carpenter, pilota automobilistico, è stato scelto come primo pilota del neonato team.
La Vision Racing ha preso parte al campionato di IndyCar Series, Firestone Indy Lights e la Grand-Am Sports Car Series. Il team ha cessato di partecipare alle gare nel gennaio 2010.
Tony George e Ed Carpenter hanno formato un nuovo team di corse automobilistiche nel 2012, Ed Carpenter Racing, che viene gestito dalla struttura Walker corse con Derrick Walker quale team manager.

## Piloti che hanno corso col team
- Nick Bussell (2005) (Indy Lights)
- Jay Drake (2005) (Indy Lights)
- Phil Giebler (2005) (Indy Lights)
- Townsend Bell (2006) (IndyCar Series)
- Tomas Scheckter (2006–2007) (IndyCar Series and Grand-Am Sports Car Series)
- Stephan Gregoire (2007) (Grand-Am Sports Car Series)
- A. J. Foyt IV (2007–2008) (IndyCar Series and Grand-Am Sports Car Series)
- Tony George (2007–2008) (Grand-Am Sports Car Series)
- Davey Hamilton (2007, 2008) (IndyCar Series; Indy 500 only)
- John Andretti (2008) (Grand-Am Sports Car Series)
- Vítor Meira (2008) (Grand-Am Sports Car Series)
- Paul Tracy (2008) (IndyCar Series; Rexall Edmonton Indy only)
- James Davison (2009) (Indy Lights)
- Ryan Hunter-Reay (2009) (IndyCar Series)
- Ed Carpenter (2005–2009) (IndyCar Series, Indy Lights, and Grand-Am Sports Car Series)